# Zalameggyes
Zalameggyes [zalameděš] je obec v Maďarsku v župě Veszprém, spadající pod okres Sümeg. Nachází se asi 14 km severozápadně od Sümegu. V roce 2015 zde žilo 43 obyvatel. Dle údajů z roku 2011 tvoří 80,4 % obyvatelstva Maďaři a 4,3 % Němci, přičemž 15,2 % obyvatel se ke své národnosti nevyjádřilo. Název se skládá z názvu župy Zala, ve které se obec původně nacházela, a slova meggyes, znamenající "(místo), kde jsou višně".

## Sousední obce
| Růžice kompasu | Nemeskeresztúr | Zalaszegvár |         | Růžice kompasu |
| Růžice kompasu | Rigács         | Sever       | Hosztót | Růžice kompasu |
| Růžice kompasu | Rigács         | Zalameggyes | Hosztót | Růžice kompasu |
| Růžice kompasu | Rigács         | Jih         | Hosztót | Růžice kompasu |
| Růžice kompasu | Ukk            |             |         | Růžice kompasu |